# TU Corvi
Désignations
TU Corvi (en abrégé TU Crv) est une étoile de la constellation du Corbeau. D'une magnitude apparente de 6,20, elle est tout juste assez lumineuse pour être visible à l'œil nu. L'étoile présente une parallaxe annuelle de 13,58 ± 1,77 mas mesurée par le satellite Gaia, ce qui permet d'en déduire qu'elle est distante de 240 ± 6 a.l. (∼ 73,6 pc) de la Terre. Des variations observées dans son mouvement propre pourraient indiquer qu'il s'agit en fait d'un système binaire proche.
TU Corvi est une étoile jaune-blanc de la séquence principale de type spectral F0V, d'un âge estimé de 786 millions d'années. Elle avait également été précédemment classée comme une étoile géante plus évoluée de type spectral F0III. C'est une étoile variable de type Delta Scuti, dont la magnitude varie d'une amplitude de 0,025 dans la bande B et selon une période de 118 minutes,.
L'étoile est 1,45 fois plus massive que le Soleil et son rayon est environ 2,6 fois plus grand que celui du Soleil. Elle tourne rapidement sur elle-même avec une vitesse de rotation projetée de 103 km/s. TU Corvi est 12,6 fois plus lumineuse que le Soleil et sa température de surface est de 7 132 K.